# Lillian Dube
Lillian Dube (nacida el 30 de septiembre de 1945) es una actriz sudafricana, conocida por interpretar a Masebobe en la telenovela Generations.

## Biografía
En 2007, se le diagnosticó cáncer de mama y estuvo en remisión desde 2008. El cáncer regresó nuevamente en 2015.

## Reconocimientos
En 2017, recibió un doctorado honoris causa en producción dramática y cinematográfica de la Universidad Tecnológica de Tshwane.
En 2014, fue honrada con un Lifetime Achiever Award del Theatre Guild.

## Filmografía
- Mapantsula (1988)
- Sweet 'n Short (1991)
- There's a Zulu On My Stoep (1993)
- A Good Man in Africa (1994)
- Cry, the Beloved Country (1995)
- In My Country (2004)
- Oh Schuks... I'm Gatvol (2004)
- Cape of Good Hope (2004)
- Fanie Fourie's Lobola (2013)
- The Forgotten Kingdom (2013)
- Nothing for Mahala (2013)
- Mia and the White Lion (2018)